# ワシーリー・グラズノフ
ワシーリー・アフナシェヴィッチ・グラズノフ（ロシア語: Василий Афанасьевич Глазунов、1896年1月1日 - 1967年6月27日）は、ソ連の軍人。中将。初代ソ連空挺軍司令官。ソ連邦英雄（2度）。

## 経歴
ペンザ州ワルワロフカ村（現セルドブスキー地区）出身。ロシア人。1915年からロシア帝国軍に入り、下士官として第一次世界大戦に従軍。ロシア内戦に従軍し、小隊長、中隊長、大隊長を務める。1929年、「狙撃」課程を修了。1941年、M.V.フルンゼ名称軍事アカデミー指揮要員完全化課程を修了し、極東の師団長となる。
独ソ戦時、1941年6月から南部戦線の第3空挺軍団長となり、キエフ防衛戦に参加。1941年9月～1943年8月、空挺軍司令官。その後、第4親衛狙撃軍団副軍団長、1943年11月から軍団長となり、ドニエプル渡河、ニコポリスク・クリヴォロジ攻勢作戦、オデッサ解放に参加。1944年3月19日、ソ連邦英雄称号とレーニン勲章が授与された。
1944年6月、第4軍団は攻勢に移り、ブーク及びヴィスワ川を渡河し、ヴィスワ・オーデル作戦、ベルリンの戦いに参加した。1945年4月6日、2つ目のソ連邦英雄称号が授与された。
戦後、軍団長に留まり、1946年から空挺軍主任監察官。1950年、参謀本部軍事アカデミー附属高等学術課程を修了し、東シベリア軍管区司令官補佐官となる。1954年から予備役編入。
1967年6月27日、モスクワで死去。

## パーソナル
ソ連邦英雄（2度）。レーニン勲章3個、赤旗勲章3個、二等スヴォーロフ勲章、二等クトゥーゾフ勲章、赤星勲章を受章。ペンザ州コルイシュレイ町には、彼の胸像が建てられた。